# Hlodossy
Hlodossy (ukrainisch Глодоси; russisch Глодосы Glodossy) ist ein Dorf in der ukrainischen Oblast Kirowohrad mit etwa 1900 Einwohnern (2020).

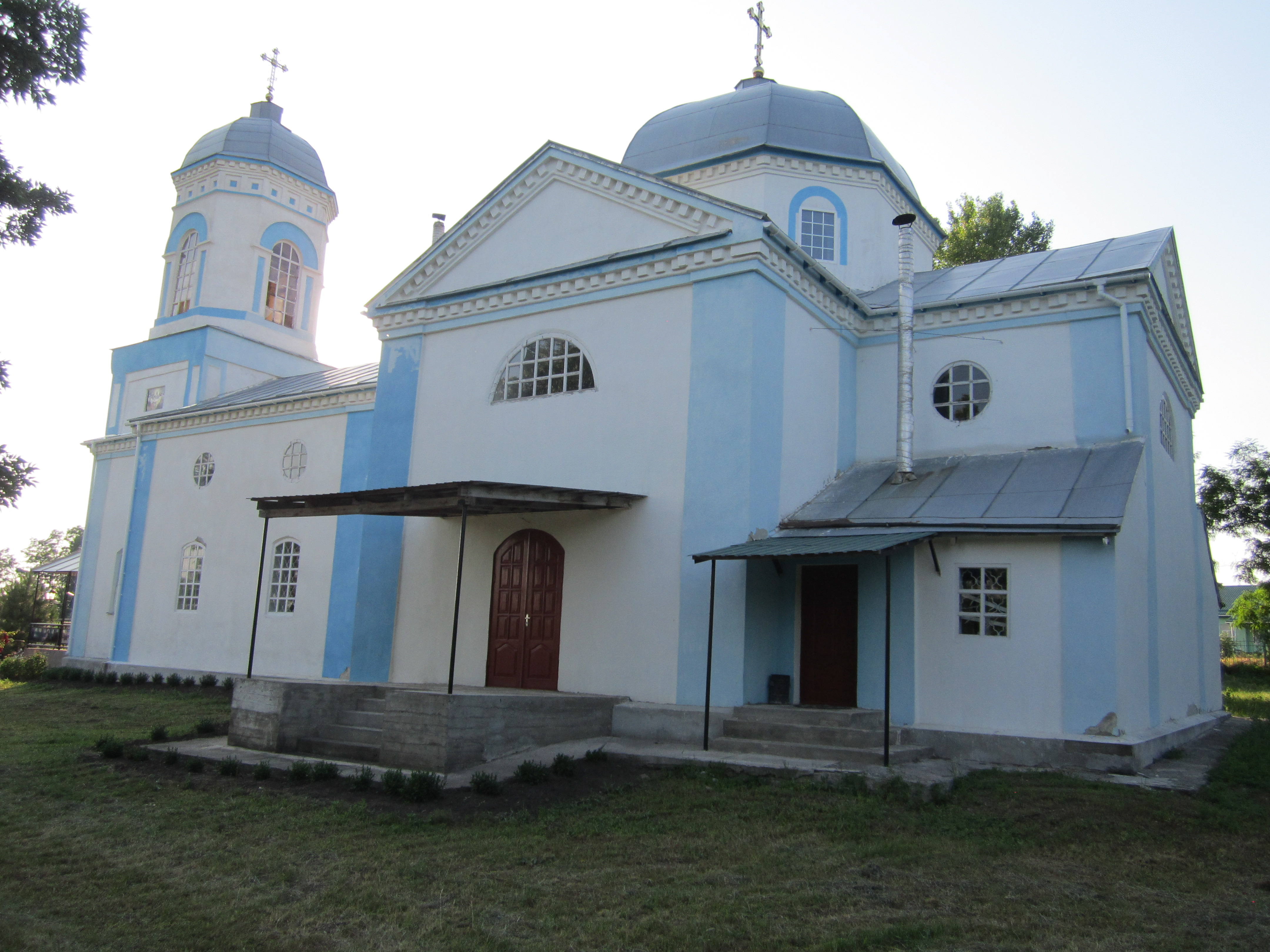
Kirche im Ort

Das Dorf liegt am Ufer des Suchyj Taschlyk (Сухий Ташлик), einem 57 km langen, linken Nebenfluss des Synjucha 24 km nordwestlich vom Rajonzentrum Nowoukrajinka und 92 km westlich vom Oblastzentrum Kropywnyzkyj.

## Verwaltungsgliederung
Am 12. Juni 2020 wurde das Dorf zum Zentrum der neugegründeten Landgemeinde Hlodossy (Глодоська сільська громада/Hlodoska silska hromada). Zu dieser zählen die 10 in der untenstehenden Tabelle aufgelisteten Dörfer, bis dahin bildete es zusammen mit den Dörfern Marjaniwka und Werbiwka die gleichnamige Landratsgemeinde Hlodossy (Глодоська сільська рада/Hlodoska silska rada) im Nordwesten des Rajons Nowoukrajinka.
Folgende Orte sind neben dem Hauptort Hlodossy Teil der Gemeinde:
| Name                     | Name           | Name                             |
| ukrainisch transkribiert | ukrainisch     | russisch                         |
| ------------------------ | -------------- | -------------------------------- |
| Kosakowa Balka           | Козакова Балка | Казакова Балка (Kasakowa Balka)  |
| Lisky                    | Ліски          | Лески (Leski)                    |
| Marjaniwka               | Мар’янівка     | Марьяновка (Marjanowka)          |
| Mychajliwka              | Михайлівка     | Михайловка (Michailowka)         |
| Nowomykolajiwka          | Новомиколаївка | Новониколаевка (Nowonikolajewka) |
| Nowopodymka              | Новоподимка    | Новоподымка                      |
| Petriwka                 | Петрівка       | Петровка (Petrowka)              |
| Podymka                  | Подимка        | Подымка                          |
| Werbiwka                 | Вербівка       | Вербовка (Werbowka)              |
| Wojniwka                 | Войнівка       | Войновка (Woinowka)              |

## Persönlichkeiten
Im Dorf kam der ukrainische Journalist, Dichter und Übersetzer Teren Massenko (1903–1970) zur Welt.